# Campiglossa wolongensis
Campiglossa wolongensis este o specie de muște din genul Campiglossa, familia Tephritidae, descrisă de Wang în anul 1996. Conform Catalogue of Life specia Campiglossa wolongensis nu are subspecii cunoscute.